# Ministère du Commerce intérieur et extérieur
Le ministère du Commerce intérieur et extérieur (en serbe cyrillique : Министарство унутрашње и спољне трговине ; en serbe latin : Ministarstvo unutrašnje i spoljne trgovine) est le département ministériel du gouvernement serbe chargé du commerce et des télécommunications en Serbie.
Son siège principal se trouve dans la Palata Srbije, dans la municipalité de Novi Beograd.

## Organisation
Le ministère s'organise autour de plusieurs sections ou départements, parmi lesquels on peut citer :
- le Département de la coopération économique bilatérale ;
- le Département de la coopération multilatérale et régionale et du commerce ;
- le Département des intégrations européennes ;
- le Département du commerce, des services, des prix et de la protection des consommateurs ;
- le Département de l'inspection des marchés ;
- le Département des communications électroniques, de la société de l'information et des services postaux ;
- le Département des affaires normatives et de l'administration ;
- la Direction de l'agenda digital.

## Site officiel
- (sr + en) Site officiel